# Makoto Saitó
Makoto Saitó (japonsky 斎藤 実; 27. října 1858 Óšu – 26. února 1936 Tokio) byl japonský admirál a politik, premiér Japonska v letech 1932–1934. Vedle toho zastával funkce ministra námořnictva (1906–1914), ministra zahraničních věcí (1932) a ministra školství (1934). Byl též generálním guvernérem Koreje (1919–1927, 1929–1931) a v letech 1935–1936 lord strážce tajné pečeti (spojka vlády na panovníka). V této funkci byl zavražděn během armádního incidentu 26. února.

## Život
Narodil se v samurajské rodině. Vystudoval na Japonské císařské námořní akademii, absolvoval roku 1879 jako 3. ze 17 v 6. ročníku. V roce 1882 se stal praporčíkem, o dva roky později byl povýšen na podporučíka. Roku 1884 byl jmenován vojenským atašé ve Spojených státech, kde působil a studoval čtyři roky. Byl zde také povýšen na poručíka.  
V roce 1888, po návratu do Japonska, byl jmenován členem generálního štábu japonského císařského námořnictva. Po svém povýšení na nadporučíka roku 1893 sloužil jako první důstojník na křižníku Izumi a na bitevní lodi Fudži. Během první čínsko-japonské války sloužil jako kapitán křižníků Akicušima a Icukušima. Dne 10. listopadu 1898 se stal náměstkem ministra námořnictva a 20. května 1900 byl povýšen na kontradmirála. Náměstkem ministra námořnictva byl i na začátku rusko-japonské války. V roce 1904 byl povýšen na viceadmirála. 
Po skončení války působil po dobu osmi let jako ministr námořnictva. Během této doby neustále usiloval o rozšíření námořnictva. V roce 1907 byl povýšen do šlechtické stavu, když získal titul barona (男爵, danšaku). V roce 1912 získal vrchní hodnost admirála. V roce 1914 byl nucen rezignovat na post ministra kvůli zapojení do korupčního skandálu spjatého se zakázkami firmy Siemens. Byl pak převeden do zálohy. 
Z nemilosti se dostal až roku 1919, kdy se stal třetím japonským generálním guvernérem Koreje. Stal se terčem okamžitého pokusu o atentát ze strany Kang Woo-kyue, radikálního korejského nacionalisty, ale přežil. V Koreji zmírnil řadu represivních opatření. V roce 1925 získal titul vikomta (子爵, šišaku). V roce 1927 byl členem japonské delegace na Ženevské námořní konferenci o odzbrojení a později se stal členem Tajné rady (poradního orgánu panovníka). 
Po atentátu na premiéra Cujošiho Inukaie 15. května 1932 se princ Saiondži Kinmoči, jeden z císařových nejbližších poradců, pokusil dosáhnout jakéhosi kompromisu se stále vlivnějšími militaristickými a ultranacionalistickými silami. Saitó jako bývalý admirál je měl uklidnit, ale zároveň nemělo jít o plné předání moci těmto silám, byť mnozí upozorňují, že role ministra války Sadao Arakiho (který k těmto silám patřil) v Saitóově kabinetu byla silnější, než by odpovídalo skutečnému podřízenému premiéra. Důležitým signálem bylo, že Saitó nebyl po dlouhé době členem žádné strany,[zdroj⁠?!] takže stranický a parlamentní systém byl jeho jmenováním oslaben.[ve zdroji nenalezeno] Saitó radikálům ustoupil v tom, že uznal loutkový stát Mandžukuo (což bývalý premiér odmítl) a vyvedl Japonsko ze Společnosti národů. Militaristé se s tím prozatím spokojili a nechali Saitóa vládnout. 8. července 1934 však jeho kabinet musel rezignovat kvůli úplatkářskému skandálu, který ultranacionalisté zinscenovali, byť samotného Saitóa „vynechali“. 
Šlo o takzvanou aféru Teidžin. Na základě nepodložené fámy obvinili ultrapravicoví úředníci na ministerstvu spravedlnosti úředníky na ministerstvu financí a členy Saitóova kabinetu ze spiknutí s Tchajwanskou bankou, aby umožnili skupině investorů nakupovat akcie textilní firmy Teidžin (vyrábějící umělé hedvábí) za uměle sníženou cenu výměnou za úplatky. V dubnu 1934 nařídilo ministerstvo spravedlnosti zatčení náměstka ministra financí, ředitele Tchajwanské banky a prezidenta Teidžinu. Když se premiér Saitó dozvěděl, že se chystá zatčení několika ministrů, vládu rozpustil v naději, že tím své lidi ochrání. Brzy poté bylo ale stejně zatčeno dalších třináct osob. Po zdlouhavém procesu bylo všech šestnáct obžalovaných zproštěno všech obvinění a celý soubor transakcí s akciemi Teidžin byl shledán legálním. V japonské veřejnosti však aféra zanechala přesně ten dojem, o jaký ultranacionalisté usilovali. Narušila důvěru v civilní vládu i v kapitalistický systém. Tento obraz byl podporován zejména pravicovou stranou Kokuhonša, vedenou Hiranumou Kiičiróem, který byl také hlavním žalobcem v procesu. Aféra přispěla i k nárůstu teroru tajných společností, jako byly Sakurakai a Liga krve.[zdroj⁠?!]
Roku 1935 byl Saitó jmenován lordem strážce tajné pečeti. V této funkci byl zavražděn, spolu s několika dalšími vysoce postavenými politiky, včetně posledního liberálního ministra a bývalého premiéra Korekijo Takahašiho. Šlo o součást pokusu o převrat, který je znám jako incident 26. února. Skupina mladých důstojníků při něm zlikvidovala politiky, kteří podle nich bránili militarizaci Japonska. Jakou roli v akci mělo vedení armády, je předmětem sporů, nicméně armáda se nakonec k puči nepřipojila, povstalce zadržela a byli popraveni. Spolu se Takahašim byl Saitó nadlouho posledním zavražděným japonským premiérem (až do vraždy Šinzó Abeho v roce 2022).